# Frank Pierson

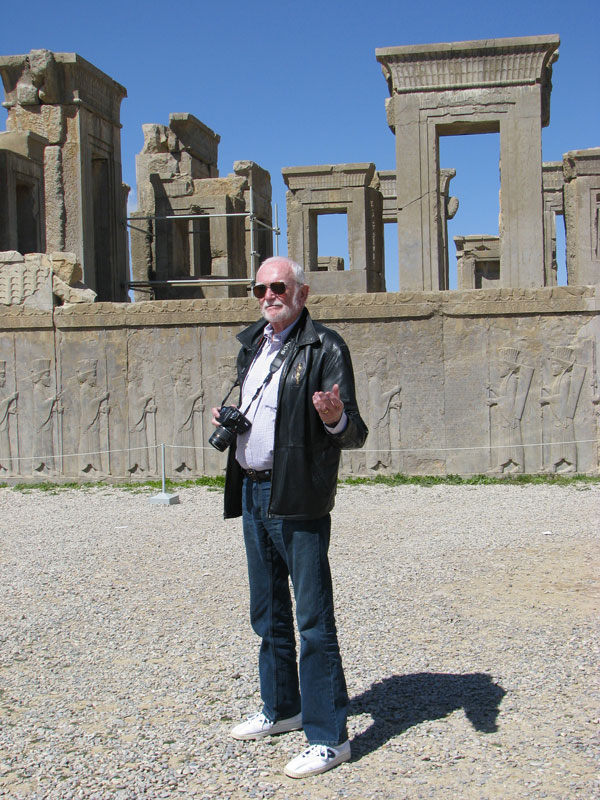
Frank Pierson in Persepolis (2009)

Frank Romer Pierson (* 12. Mai 1925 in Chappaqua, New York; † 23. Juli 2012 in Los Angeles, Kalifornien) war ein US-amerikanischer Drehbuchautor, Filmregisseur und Filmproduzent.

## Leben und Wirken
Frank Pierson wurde 1925 als Sohn des Unternehmers Harold C. Pierson und der Schriftstellerin Louise Randall Pierson in Chappaqua geboren. Das Leben seiner Familie wurde 1945 von Michael Curtiz unter dem Titel Eine Frau mit Unternehmungsgeist verfilmt. Als junger Mann musste er als Soldat des Zweiten Weltkriegs im Pazifikkrieg kämpfen. Nach dem Besuch der bekannten Harvard University arbeitete er als Korrespondent für das Time und Life Magazine und begann seine Karriere bei Film und Fernsehen 1958 zunächst als Story Editor.
1959 schrieb er für die Western-Serie Have Gun – Will Travel sein erstes von insgesamt acht Drehbüchern, und war auch als Produzent für 17 Episoden verantwortlich.
1965 schrieb er zusammen mit Walter Newman das Drehbuch zu Cat Ballou – Hängen sollst du in Wyoming, und wurde 1966 erstmals für den Oscar – in der Kategorie Bestes adaptiertes Drehbuch – nominiert. Zwei Jahre später, 1968, erfolgte mit Donn Pearce seine zweite Nominierung in derselben Sparte, dieses Mal für den Film Der Unbeugsame. 1976 erfolgte seine dritte und bislang letzte Nominierung, dieses Mal jedoch in der Kategorie Bestes Originaldrehbuch. Doch nun konnte er für seinen Film Hundstage die begehrte Goldstatue in Empfang nehmen.
Seine Arbeit als Regisseur war bis auf wenige Ausnahmen auf Fernsehfilme beschränkt. Seine bekanntesten Filme waren 1976 A Star Is Born und 1978 das Filmdrama König der Zigeuner. 2001 führte er zudem bei Die Wannseekonferenz Regie, einem Film, der in Deutschland gedreht wurde.
Frank Pierson übernahm von 1981 bis 1983 erstmals die Präsidentschaft der Writers Guild of America und war in derselben Funktion von 1993 bis 1995 tätig. Von August 2001 bis August 2005 war er Präsident der Academy of Motion Picture Arts and Sciences.
Er war dreimal verheiratet. Seine erste Ehe mit Polly Stokes, die er im September 1948 einging, wurde ebenso geschieden, wie die Ehe mit der Autorin Dori Defner, mit der er im Dezember 1978 von den Traualtar trat. Seit Juni 1990 war er mit Helene Szamet verheiratet. Aus der Ehe gingen zwei Kinder hervor, Sohn Michael und Tochter Eve.

## Filmografie

### Autor
- 1964: Cat Ballou – Hängen sollst du in Wyoming (Cat Ballou)
- 1967: Der Unbeugsame (Cool Hand Luke)
- 1971: Der Anderson-Clan (The Anderson Tapes)
- 1975: Hundstage (Dog Day Afternoon)
- 1989: Zurück aus der Hölle (In Country)
- 1990: Aus Mangel an Beweisen (Presumed Innocent)

### Regie
- 1969: Krieg im Spiegel (The Looking Glass War)
- 1976: A Star Is Born (A Star Is Born)
- 1978: König der Zigeuner (King of the Gypsies)
- 2000: Dirty Pictures (Dirty Pictures)
- 2001: Die Wannseekonferenz (Conspiracy)

## Auszeichnungen
Oscar
- 1966: nominiert für das Beste adaptiertes Drehbuch, für: Cat Ballou – Hängen sollst du in Wyoming (Cat Ballou)
- 1968: nominiert für das Beste adaptiertes Drehbuch, für: Der Unbeugsame (Cool Hand Luke)
- 1976: Bestes Originaldrehbuch, für: Hundstage (Dog Day Afternoon)

Weitere (Auswahl)
- 1976: nominiert für den BAFTA Award, für: Hundstage (Dog Day Afternoon)
- 1976: nominiert für den Golden Globe Award, für: Hundstage (Dog Day Afternoon)